# Monica Benício
Mônica Tereza Azeredo Benício (née le 1er février 1986) est une architecte, urbaniste, féministe et militante brésilienne des droits LGBTQIA+ et des droits humains. Depuis 2021, elle est conseillère municipale à Rio de Janeiro pour le Parti Socialisme et Liberté (PSOL). Elle est la veuve de la conseillère municipale Marielle Franco.

## Biographie
Benício est née à Conjunto Esperança, l'une des 16 favelas du quartier Complexo da Maré à Rio de Janeiro. En 2004, elle est diplômée d'écoles locales et s'inscrit au pré-vestibulaire communautaire du Centro de Estudos e Ações Solidárias da Maré (CEASM). En 2007, elle entame des études supérieures en psychologie, mais se réoriente et entre en 2009 à l'école d'architecture et d'urbanisme de l'Université pontificale catholique de Rio de Janeiro, PUC-Rio.
En 2014, elle obtient son diplôme d'architecte urbaniste, son mémoire de fin d'études s'intitulant comUNIDADE - Requalification de la zone de conflit dans la favela de Maré . En 2019, elle obtient son master en architecture dans la même université, en présentant un mémoire intitulé Chaque monde. Un seul monde. UN Maré de la ville : violence, espaces publics et intervention urbaine.
En 2020, elle est élue conseillère municipale de la ville de Rio de Janeiro, réalisant le onzième score de sa liste. Elle a mené une campagne féministe, antifasciste et centrée sur le peuple.
En 2022, la loi 7291/2022, élaborée par Benício, entre en vigueur. Elle institue le Programme municipal de lutte contre le féminicide. La même année, elle propose une loi instaurant la Journée municipale de la visibilité lesbienne, qui entre en vigueur plus tard dans l'année. La loi avait été initialement proposée par sa compagne Marielle Franco. Le projet de loi avait été présenté à la Chambre municipale en 2017, mais avait été rejeté en plénière. Benício est également l'autrice de la loi 7326/2022 qui a institué le Programme de soutien et d'accueil des personnes LGBTQIA+ pour lutter contre la violence et la vulnérabilité sociale des personnes.
Elle est victime de menaces de viol correctif et porte plainte en août 2023.

## Vie personnelle
Marielle et Mônica se sont rencontrées lors d'un voyage entre amis, alors qu'elles avaient respectivement 18 et 24 ans. Elles n'avaient auparavant relationné qu'avec des hommes. En 2005, elles commencent à se fréquenter. Elles connaissent des périodes de séparation causées par la lesbophobie de leurs familles de la société dans laquelle elles évoluent, ce qui conduit Marielle à revenir à des relations avec des hommes pendant leurs ruptures,. En 2015, elles officialisent leur union. Au moment de l'assassinat de Marielle, le couple vivait ensemble à Tijuca avec l'enfant de Marielle, issu d'une relation précédente. Les deux avaient prévu de se marier le 7 septembre 2019.
Après l'assassinat de Marielle, Mônica reprend le flambeau de l'activisme de sa partenaire pour la justice sociale, voyageant à l'étranger pour parler de l'héritage et de la mémoire de sa partenaire et en quête de soutien international, dans l'espoir d'identifier les commanditaires et les exécutants de l'assassinat.
En mars 2024 est publié son livre Marielle & Monica: uma história de amor e luta, aux éditions Rosa dos Tempos (ISBN 978-65-89828-35-8) autour de leur relation, de la découverte de leur attirance pour les personnes du même sexe et des préjugés qu'elles avaient.